# 西海沿岸商船
西海沿岸商船株式会社（さいかいえんがんしょうせん）は、長崎県佐世保市の海運会社。佐世保港（佐世保市）を起点に西彼杵半島沿岸と離島である大島（西海市）、松島（西海市）、池島（長崎市）を結ぶ航路を運航している。

## 概要
西海橋の開通等、陸上交通の整備により、九州商船が長崎 - 佐世保間の沿岸航路を撤退するにあたり、1963年に設立され、大島 - 佐世保間の沿岸航路を運営していた木原海運株式会社を合併の上、同年航路を継承、運航を開始した。当初は在来（貨）客船による運航だったが、1967年に佐世保 - 大島、1969年には松島 - 瀬戸 - 池島にそれぞれカーフェリーが就航、1990年には高速船を導入し、在来客船を置き換えた。
その後、1999年11月に大島大橋が長崎県道路公社が管理する有料道路として開通、2011年4月に無料開放されるなど、大島と本土が陸路で結ばれたことで輸送量が減少、池島では2001年11月に池島炭鉱が閉山、閉山当時約2,700名いた島民が約330名となり、こちらも輸送量が激減するなど、厳しい航路環境にある。そのため、長崎県を中心に九州運輸局、長崎市、西海市および当社が参加する「佐世保 - 神浦航路のあり方検討会議」が開催され、住民アンケートの結果などから、学生の通学に配慮したダイヤの設定、 廃棄物処理業者やバス事業者との運航時刻調整など対策を行った上で、航路維持のため、老朽化していた「フェリーおおしま」を廃船として減便を行い、運航経費を削減した。さらに2024年には、高速船航路のうち大島以南を毎日運航から週2日の運航とし、西彼杵半島側の寄港地（面高・瀬戸・神浦）をすべて抜港するなど、減船・減便が進められた。
2024年現在、佐世保港を起点に、大島の肥前大島港、松島の釜浦桟橋、池島の池島港を結ぶ高速船、および松島 - 瀬戸 - 池島 - 神浦（長崎市）のフェリーを運航している。江崎海陸運送と西海市営船が同航路を運航する松島 - 瀬戸を除いて、唯一の航路で、島民の通勤・通学・通院など本土への交通、食料品・郵便物などの物資輸送を担っている。

## 航路
1986年に長崎発着の旅客船が廃止され、2024年の抜港を経て現在の航路となっている。1990年代までは佐世保 - 大島と松島 - 瀬戸 - 池島のフェリーが主力であったが、前者はすべて高速船に置き換えられ、フェリー便は大幅に縮小されている。

### 高速船

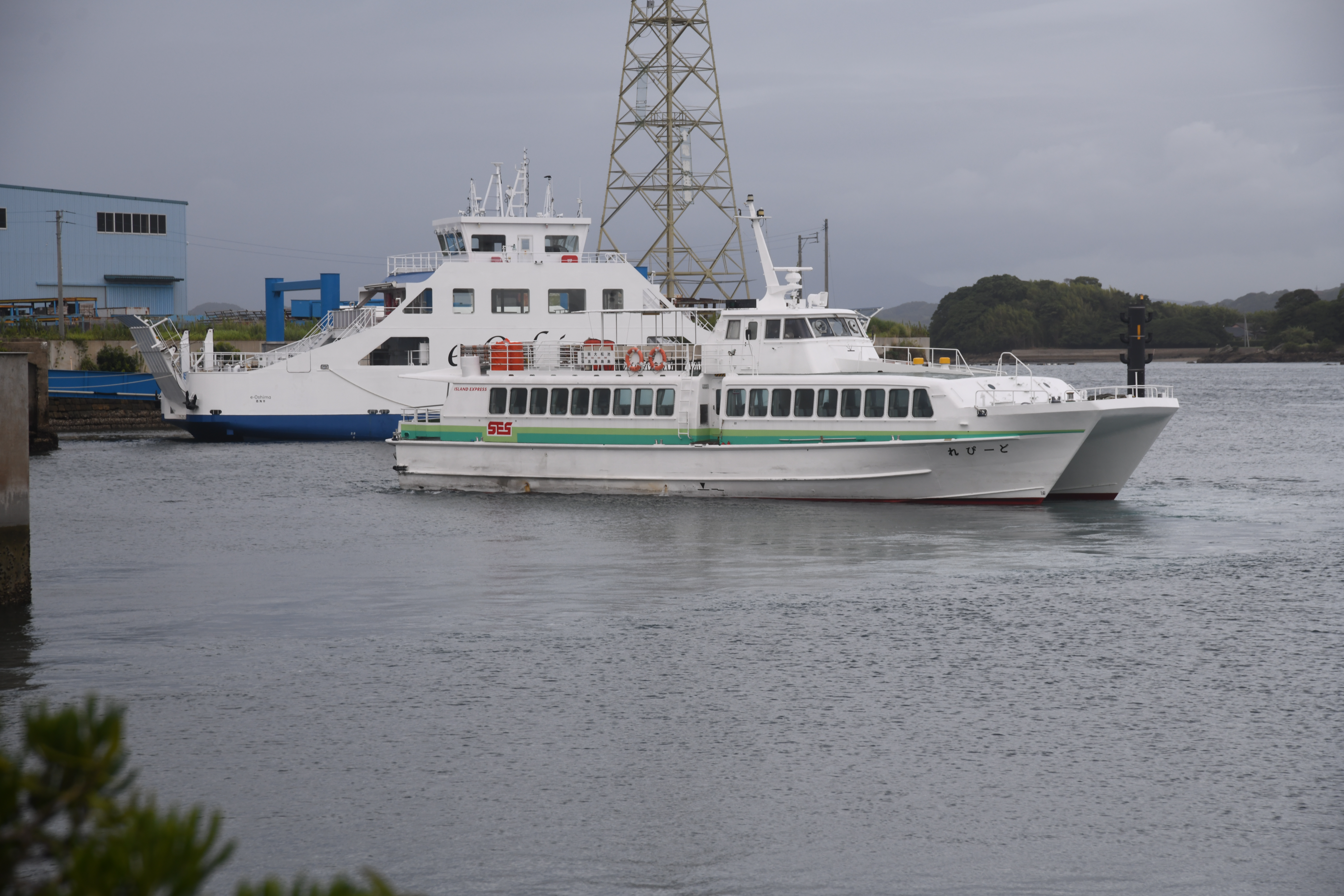
れぴーど(大島港)

- 佐世保 - 大島 - 松島 - 池島[6]

佐世保 - 池島2往復（火・金曜日のみ）、佐世保 - 大島の区間便10往復（大島造船所休業日は9往復、火・金曜日は7往復）

### フェリー

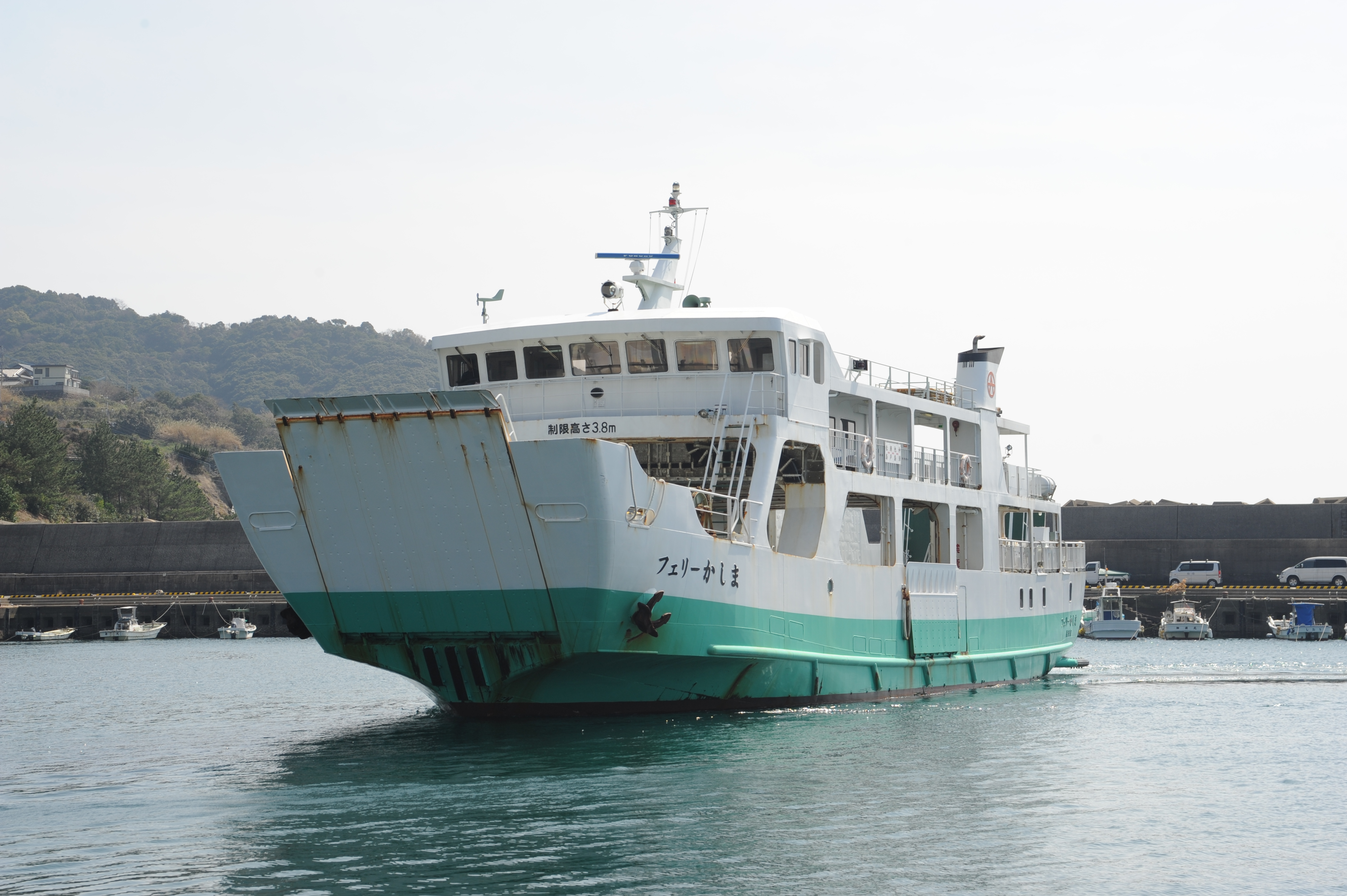
フェリーかしま(神浦港)

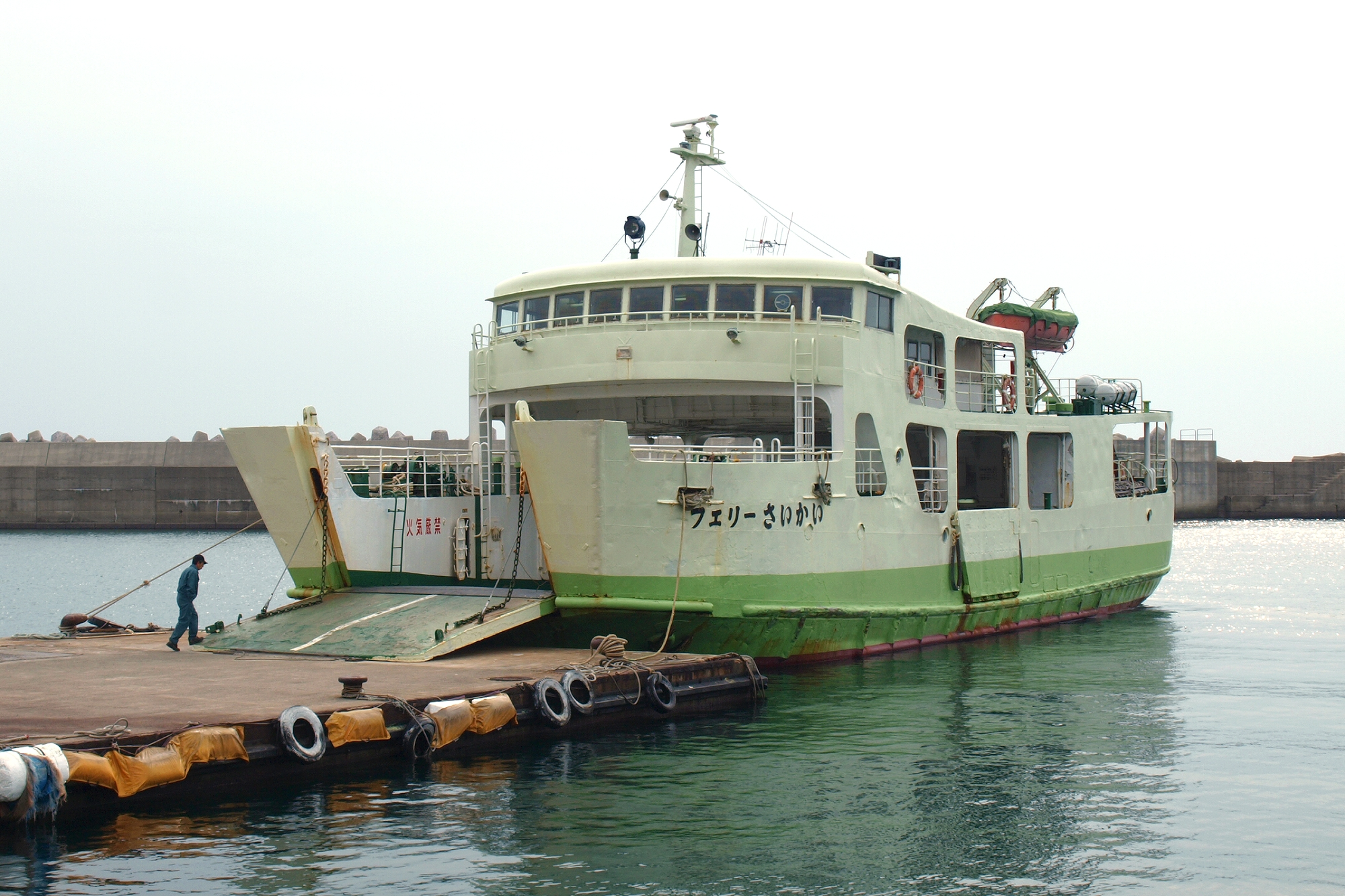
フェリーさいかい(神浦港)

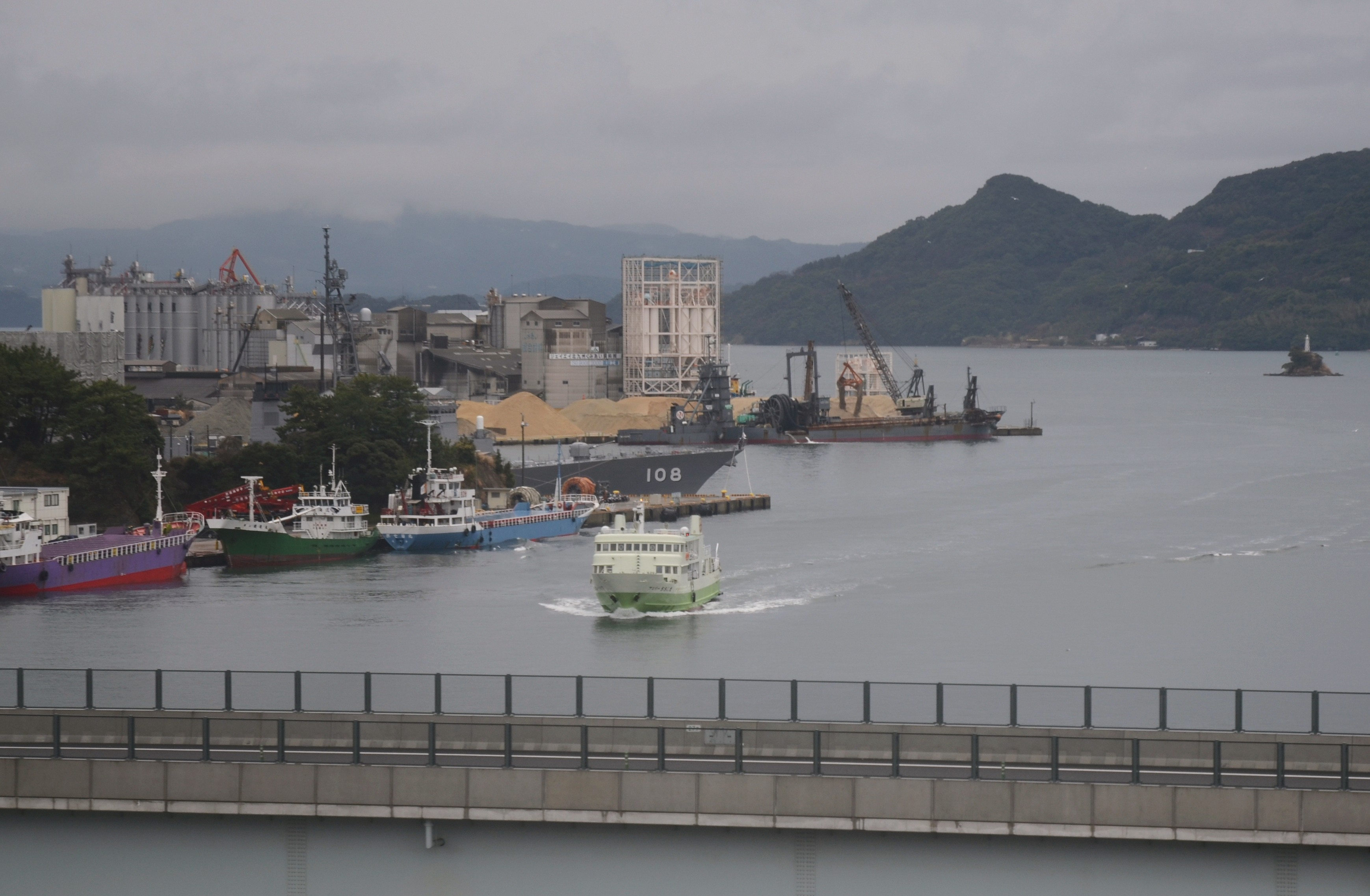
フェリーおおしま(佐世保港)

- 松島 - 瀬戸 - 池島 - 神浦

松島 - 瀬戸3往復、瀬戸 - 池島5往復、池島 - 神浦2往復

### 過去の寄港地
- 面高 - 2024年4月1日抜港
- 天久保、黒口、太田和 - 1970年頃抜港[7][8]
- 長崎 - 1986年廃止

### 過去の航路
- 大島 - 太田和 - 中浦 - 七釜[9]

13.9km、一日4往復、1975年には廃止。
- 佐世保 - 白浜[9]

不定期航路、20km、7月15日 - 8月31日運航。1983年以降に廃止。

## 船舶

### 運航中の船舶

#### フェリー
- フェリーかしま

2004年1月竣工、前畑造船建造、鉄道建設・運輸施設整備支援機構共有
193総トン、全長37.37m、型幅9.00m、型深さ2.99m、ディーゼル1基、機関出力1,000PS、航海速力12.20ノット、旅客定員120名、乗用車11台

#### 高速船
- れぴーど[12]

1990年11月14日竣工、同月22日就航。三保造船所建造。船舶整備公団共有。
94総トン、全長26.4m、幅6.9m、深さ2.6m、ディーゼル2基2軸、機関出力2,000ps、航海速力25.0ノット、旅客定員202名
- Rapid Lily[13]

2024年4月1日就航。
123総トン、航海速力28.0ノット、旅客定員200名。

### 過去の船舶

#### フェリー
- まつしま丸[14]

1967年10月竣工・就航、徳島造船建造。1990年日本船舶明細書より削除。
263.67総トン、全長35m、幅7.8m、深さ2.7m、ディーゼル1基1軸、機関出力700ps、航海速力11.5ノット、旅客定員344名、トラック7台。
- かしま丸 (2代)[15]

1969年5月竣工、井筒造船所建造。
192.37総トン、全長34.00m、幅7.80m、深さ2.70m、ディーゼル1基、機関出力700ps、航海速力11.5ノット、旅客定員平水340名・沿海188名、2tトラック7台。
- フェリーせと[15]

1972年10月竣工、泉造船所建造。
195.91総トン、全長32.90m、幅8.40m、深さ2.90m、ディーゼル1基、機関出力700ps、航海速力10.7ノット、旅客定員292名、乗用車15台。
- フェリーおおせと[15]

1978年4月竣工、向井造船所建造。
198.96総トン、全長34.00m、幅9.00m、深さ2.90m、ディーゼル1基、機関出力750ps、航海速力10.5ノット、旅客定員167名、大型トラック2台、乗用車4台。
- フェリーさいかい[15]

1980年3月進水、4月竣工、向井造船所建造、船舶整備公団（→鉄道・運輸機構）共有。
194.45総トン、全長35.24m、幅9.20m、深さ3.00m、ディーゼル1基、機関出力950ps、航海速力11.0ノット、旅客定員167名、乗用車12台。
- フェリーおおしま[15]

1987年3月21日就航、向井造船所建造、船舶整備公団共有。
235総トン、全長41.69m、幅8.60m、深さ3.10m、ディーゼル1基、機関出力1,400ps、航海速力12.8ノット、旅客定員400名、バス1台、乗用車8台。

#### 旅客船

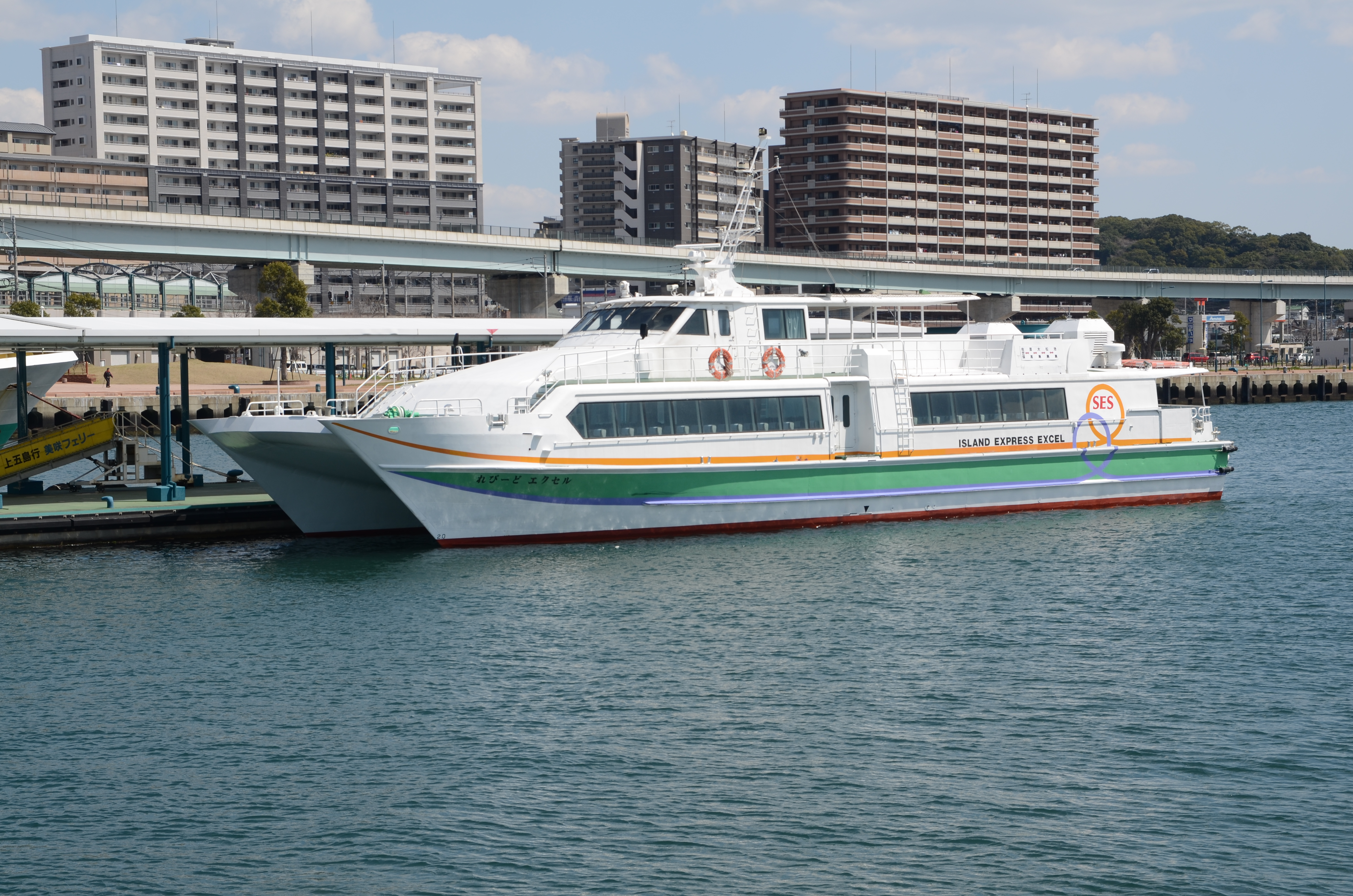
れぴーどエクセル(佐世保港)

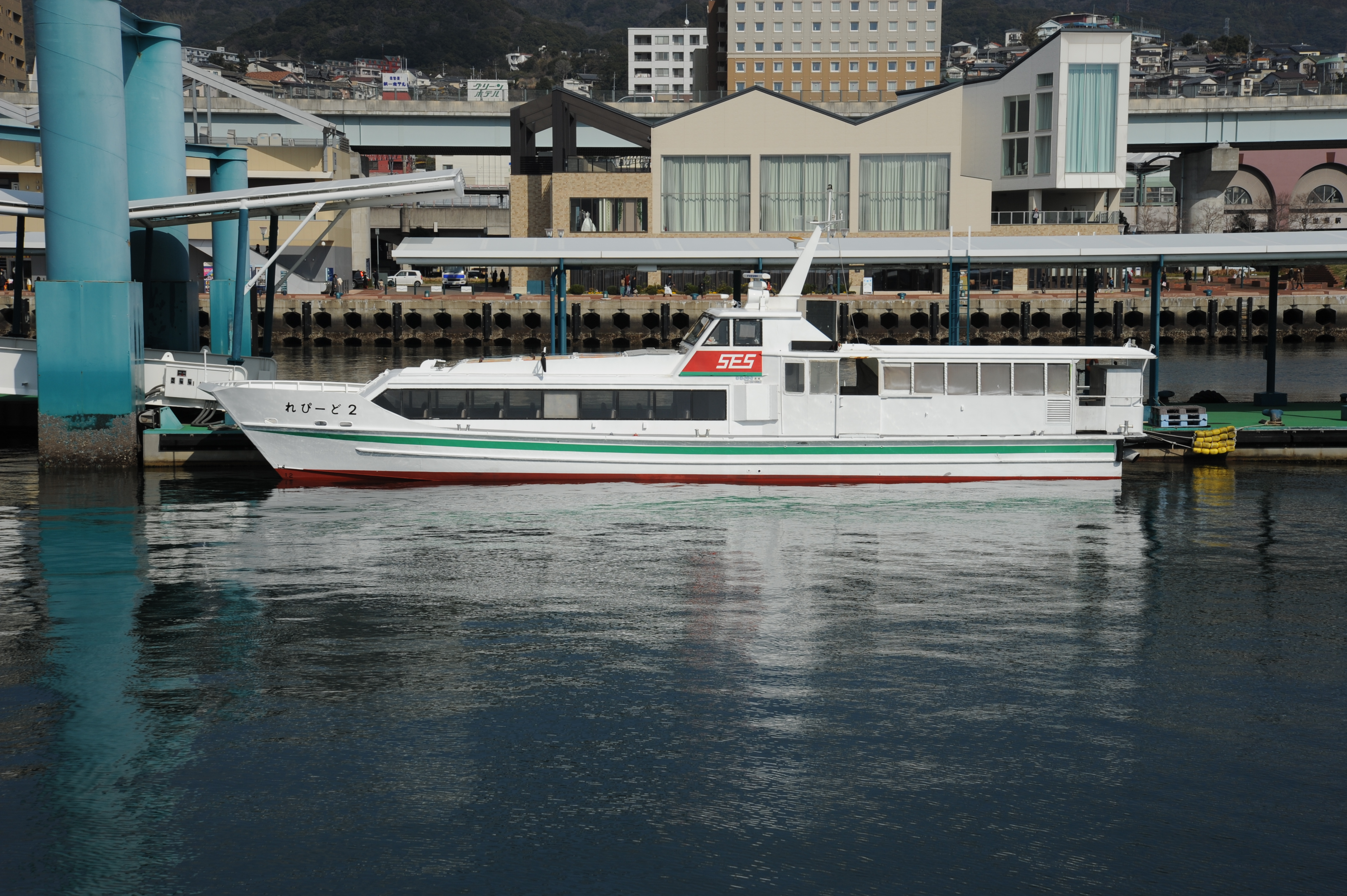
れぴーど2(佐世保港)

- 昭丸[16]

1929年4月竣工、松浦鉄工造船所建造。もと九州商船。
75.57総トン、登録長24.54m、幅4.60m、深さ2.13m、焼玉機関、機関出力120ps、最大速力10ノット、旅客定員63名。
- 第五大生丸[16]

1930年12月竣工、名村造船所建造。もと九州商船。
94.24総トン、登録長27.43m、幅4.57m、深さ2.44m、焼玉機関、機関出力240ps、最大速力10.5ノット、旅客定員72名。
- 新川丸[16]

1931年8月竣工、藤永田造船所建造。もと九州商船。
68.17総トン、登録長23.77m、幅4.42m、深さ2.13m、焼玉機関、機関出力120ps、最大速力10.7ノット、旅客定員53名。
- 鶉丸[16]

1934年5月進水。もと九州商船。
99.17総トン、登録長25.13m、幅4.60m、深さ2.43m、焼玉機関、機関出力160ps、最大速力10ノット、旅客定員95名。
- ひろ丸[16]

竣工・建造不詳。木造船。
26.80総トン、登録長18.13m、幅4.70m、深さ1.46m、焼玉機関、機関出力60ps、最大速力8ノット、旅客定員49名。
- 第三鹿島丸[16]

1949年12月竣工、平戸造船建造。木造船。木原海運より継承。
58.87総トン、登録長21.81m、幅5.15m、深さ1.30m、焼玉機関、機関出力120ps、最大速力9ノット、旅客定員55名。
- 第二朝日丸[9]

1954年1月進水。
27.23総トン、ディーゼル1基、機関出力90ps、航海速力8.5ノット、旅客定員46名。
大島 - 七釜航路に就航。
- かしま丸 (初代)[16]

1961年3月竣工、松浦鉄工造船所建造。木原海運より継承。
61.17総トン、登録長20.09m、幅4.50m、深さ2.00m、ディーゼル1基、機関出力160ps、最大速力10ノット、旅客定員102名。
- おおしま[15]

1964年1月竣工、宇品造船所建造。
152.72総トン、全長33.20m、幅6.30m、深さ2.55m、ディーゼル1基、機関出力600ps、航海速力12.5ノット、旅客定員平水355名・沿海224名。
- 第二三幸丸[7]

1954年12月25日竣工、波止浜造船建造。もと三島村。
101.98総トン、ディーゼル1基、機関出力270ps、航海速力10.5ノット、旅客定員平水115名・沿海65名。
- まなづる[17]

1961年4月6日竣工、土佐造船鉄工所建造。防予汽船より買船。
190.26総トン、全長32.400m、型幅6.200m、型深さ2.800m、ディーゼル1基、450ps、航海速力11.76ノット、旅客定員376名。
- おとひめ[15]

1969年5月竣工、栗之浦ドック建造。盛運汽船より買船。
188.74総トン、全長35.50m、幅6.50m、深さ2.80m、ディーゼル1基、機関出力800ps、航海速力13.0ノット、旅客定員平水450名・沿海241名。
- れぴーどエクセル（高速船）

1995年8月9日就航、三保造船所建造（第342番船）、鉄道建設・運輸施設整備支援機構共有
134総トン、全長30.65m、型幅8.50m、型深2.71m、ディーゼル2基、機関出力4,076PS、航海速力32.0ノット、旅客定員245名
2024年3月31日限りで「Rapid Lily」に代替され、引退
- れぴーど2（高速船）

1999年就航、三保造船所建造、19総トン、全長21.50m、MTU12V183TE 2基、機関出力1,338kW、旅客定員92名
2024年3月31日限りで引退

## 事務所
- 本社（佐世保） - 長崎県佐世保市万津町7-3 北緯33度9分56.4秒 東経129度43分14.9秒
- 大島事務所（大島） - 長崎県西海市大島町馬込 北緯33度2分31.6秒 東経129度37分25.6秒
- 大瀬戸営業所（瀬戸） - 長崎県西海市大瀬戸町樫浦162-15 北緯32度56分25.6秒 東経129度38分20秒
- 池島代理店（池島） - 長崎県長崎市池島町
- 松島代理店（松島） - 長崎県西海市大瀬戸町松島